# Soumission
Soumission (em português, Submissão) é um romance de Michel Houellebecq, publicado em 7 de janeiro de 2015 pelo Groupe Flammarion. É o sexto romance do autor.
O livro, que tem uma tiragem de 150.000, ficou durante a primeira semana como o mais vendido da Amazon.fr.

## Resumo
A história se passa em um futuro próximo: na eleição presidencial francesa de 2022. Depois de um segundo mandato de François Hollande, Mohammed Ben Abbes, um político muçulmano carismático e presidente do novo partido chamado de "A Irmandade Muçulmana", foi eleito no segundo turno com o apoio da UMP, a UDI e PS em oposição à Frente Nacional liderada por Marine Le Pen. O novo presidente nomeia François Bayrou como primeiro-ministro.
Em uma sociedade assolada por uma guerra civil, o presidente muda a secular constituição, introduzindo a teocracia, a Sharia, o patriarcado e poligamia.

## Críticas
Críticos franceses foram divididos em relação aos seus méritos literários com Raphaelle Leyris do Le Monde afirmando que era "o mais medíocre livro de Houellebecq até à data" e o Les Échos dizendo que há "coisas melhores para ler". O escritor Emmanuel Carrère, no entanto, insistiu que era um "livro sublime" por um autor cuja visão é "mais poderosa do que Aldous Huxley ou George Orwell".